# 達庫佩烏帕齊拉
達庫佩乌帕齐拉是孟加拉国庫爾納縣的一个乌帕齐拉，位於庫爾納专区的庫爾納縣。。

## 人口
據1991年孟加拉國人口普查，達庫佩共有戶數25,377戶，人口143131人。其中男性佔比52.25%，女性佔比47.75%；成年人口78,759人。該地7歲以上人口之平均識字率為37.6%，高於全國平均值（32.4%）。